# Four Sided Triangle
Four Sided Triangle è un film britannico del 1953, diretto da Terence Fisher e tratto dal romanzo Il triangolo quadrilatero di William F. Temple. È interpretato da Stephen Murray, Barbara Payton e James Hayter.

## Trama
Il dottor Harvey è il medico di un piccolo paese della campagna inglese, e ricorda come tempo addietro usava guardare, divertito, i giochi di tre bambini: la piccola principessa Lena, nel gioco, preferiva generalmente Robin al povero Bill, del quale il dottore, alla morte dei genitori, era divenuto tutore.
Dopo diversi anni passati all’estero, Lena, ormai giovane adulta, ritorna al paese ed apprende che i due ragazzi, ora scienziati, gestiscono un laboratorio nel vecchio granaio, teatro dei loro giochi infantili. Lena inizia a collaborare con loro, e i tre amici comunicano al dottor Harvey l’esito positivo di una loro fondamentale invenzione: il “duplicatore”, che è in grado di produrre una replica di qualsiasi oggetto.
Poi, come nell’infanzia, Lena preferisce Robin e i due si sposano, con disappunto di Bill che, pure, ama la ragazza. Bill intanto perfeziona l’invenzione rendendola in grado di duplicare anche animali, aiutato dal dottor Harvey, inizialmente riluttante, date le possibili conseguenze etiche di tale procedimento.
L’intento di Bill, alla lunga, è quello di ottenere, per sé stesso, una seconda Lena. Lena stessa, convinta che ciò possa portare alla risoluzione del triangolo amoroso, di cui è a conoscenza, si sottomette all’esperimento, che riesce: la nuova Lena viene chiamata Helen.
Sennonché Helen è una replica di Lena anche nei sentimenti, e ama Robin, non Bill. Una soluzione è quella di cercare di cancellare la memoria di Helen, che potrà allora essere disponibile per Bill, e mentre le due sosia e Bill tentano questa via d’uscita con un nuovo esperimento, il laboratorio prende fuoco. L’unica superstite dall’incidente è una delle due donne, che tuttavia si risveglia in stato di totale amnesia, di modo che non è possibile sapere chi ella sia, delle due. Non prima che al dottor Harvey sopravvenga un particolare che permetterà di stabilirne l’identità.

## Produzione
Il film è  stato prodotto dalla Hammer Film Productions presso i Bray Studios.

## Differenze dal romanzo
Four Sided Triangle presenta alcune differenze rispetto al romanzo originale di William F. Temple. Nel romanzo, il duplicato (di nome Dorothy e soprannominato Dot) cade in depressione per essersi sposata con Bill mentre è innamorata di Robin. Ha un esaurimento nervoso e va in vacanza con Bill nel tentativo di riprendersi. Quando i due tornano, Bill inizia a lavorare su una nuova invenzione che però esplode, uccidendolo. Lena cerca di convincere Robin ad accettare sia lei che Dot, ma lui rifiuta. Un paio di settimane dopo, Lena e Dot hanno un incidente mentre si tuffano in mare: una di loro muore e l'altra resta gravemente ferita. Il dottor Harvey e Robin sono sorpresi quando scoprono che la donna sopravvissuta non riesce a ricordare nulla dopo la duplicazione e, supponendo che stia reprimendo tutti i ricordi dolorosi, loro sospettano che sia Dot. Il dottor Harvey trova poi degli appunti di Bill nei quali è scritto che Dot ha dei segni sul collo e lo dice a Robin, convincendolo che la sopravvissuta è Lena. Nell'epilogo, il dottor Harve rivela di aver in seguito scoperto un altro scritto di Bill nel quale riporta che, durante le sue vacanze, Dot ha subito un intervento di chirurgia plastica per rimuovere i segni sul collo. Affinché Robin e la donna possano essere felici l'uomo non dice nulla lasciando così il letture nel dubbio su quale sia realmente l'identità della donna.